# Alexandrinenhütte
Die Alexandrinenhütte ist eine Hütte des Thüringerwald-Vereins Coburg e. V. Sie liegt auf der Sennigshöhe (523 m ü. NN), einem der höchsten Punkte des Landkreises Coburg, nahe dem Ortsteil Mirsdorf der Gemeinde Meeder in Oberfranken (Bayern). Sie dient als beliebte Wanderraststätte und gilt aufgrund ihrer Höhenlage als höchster Biergarten im Coburger Land.

## Geschichte
Am 27. Mai 1906 wurde auf dem Gipfel ein Aussichtsturm zu Ehren von Herzogin Alexandrine (1820–1904), Gemahlin von Herzog Ernst II. von Coburg, eingeweiht. Der von Max Böhme geplante Alexandrinenturm verfiel aufgrund von unzureichendem Bauunterhalt in den folgenden Jahrzehnten und wurde wegen Baufälligkeit im März 1936 gesprengt. Am 18. Juli 1936 weihte der Thüringerwald-Verein Coburg e. V. an derselben Stelle die Alexandrinenhütte, teilweise unter Verwendung von Steinen des ehemaligen Turms errichtet, ein. Seit über 80 Jahren betreibt der Verein die Hütte ehrenamtlich und modernisiert sie fortlaufend.

## Bewirtschaftung
Die Biergartensaison ist von Karfreitag (Ostern) bis Ende Oktober, an Samstagen, Sonntagen und Feiertagen jeweils von 10 bis 17 Uhr(Stand: 2025). Betrieben wird die Hütte ehrenamtlich durch den Thüringerwald‑Verein Coburg e. V.

## Anreise und Wanderwege
Parkmöglichkeiten gibt es am Parkplatz am Ortsausgang Mirsdorf, von dort geht man ca. 10 Minuten. Darüber hinaus führen einige Wanderwege an der Hütte vorbei.

### Wanderwege
Carl-Escher-Weg: Ein kulturhistorisch bedeutender Rundweg, benannt nach dem Gründungsmitglied Carl Escher, der 1883 den Thüringerwald-Verein Coburg mitbegründete. Der Weg verbindet mehrere Hütten und Aussichtspunkte der Region und führt auch zur Alexandrinenhütte. Er steht symbolisch für das Engagement des Vereins für Wanderkultur und Heimatpflege.
Weißbachsgrund-Rundweg: Malerische Route durch ein naturnahes Tal mit Orchideenwiesen und stillen Bachläufen (ca. 13 km, 160 Hm).
Oberlauter-Route: Familienfreundliche Rundwanderung (ca. 8 km, 176 Hm), ideal auch für Schulklassen oder Seniorengruppen.
Tiefenlauter-Variante: Längere, mittelschwere Tour mit ca. 14 km, u. a. über die Sennigshöhe mit Ausblicken ins Coburger Land.

## Aussicht
Die Anhöhe bietet Panorama-Blicke auf das Coburger Land mit der Veste Coburg und dem Goldbergsee, Itzgrund, Gottesgarten (Lichtenfels/Bad Staffelstein) und bei sehr klarer Sicht bis ins Fichtelgebirge (z. B. Ochsenkopf, Schneeberg).